# Tipula coleana
Tipula coleana är en tvåvingeart som beskrevs av Alexander 1940. Tipula coleana ingår i släktet Tipula och familjen storharkrankar. Inga underarter finns listade i Catalogue of Life.